# Lord Give Me a Sign
Lord Give Me a Sign – pierwszy singel rapera DMX-a zapowiadający płytę Year of the Dog...Again. Piosenka opowiada o walce DMX-a ze swoimi problemami. Żeby z nimi zwyciężyć, prosi Boga o siłę.

## Klip
Klip ukazuje DMX-a na pustyni, prawdopodobnie naśladującego Jezusa spędzającego czterdzieści dni i nocy na pustyni. Teledysk przedstawia również zniszczenia dokonane przez Huragan Katrina w Luizjanie.
Piosenka jest główną ścieżką dźwiękową DMX: Soul of a Man. Utwór znalazł się również na zapowiedzi Alpha Dog.

## Lista utworów

### UK
1. „Lord Give Me a Sign”
2. „We in Here” (featuring Swizz Beatz)
3. „Who Dat” (featuring Jinx, Big Stan & Kashmir)
4. „Pump Ya Fist” (featuring Swizz Beatz)
5. „We in Here” (Klip)

### Mp3
1. „Lord Give Me a Sign” (Clean)
2. „Lord Give Me a Sign” (Dirty)
3. „Lord Give Me a Sign” (Clean Instrumental)
4. „Lord Give Me a Sign” (Dirty Instrumental)
5. „Lord Give Me a Sign” (Clean Acapella)
6. „Lord Give Me a Sign” (Dirty Acapella)

## Listy przebojów
| Lista                  | Pozycja |
| ---------------------- | ------- |
| U.S. Billboard Hot 100 | 122     |
| UK Top 200             | 111     |
| UK Download Top 40     | 84      |
| Switzerland Top 100    | 65      |
| German Top 100         | 31      |